# Ječný vrch
Ječný vrch (německy Gerstenberg) je vrch s nadmořskou výškou 503 m, jehož vrchol se nachází v Lipové v Ústeckém kraji.

## Charakteristika
Vrchol a východní svahy Ječného vrchu leží na území obce Lipová, další svahy pak zasahují na území obcí Lobendava, Vilémov a Dolní Poustevna (místní části Marketa a Karlín). Z geomorfologického hlediska náleží Ječný vrch ke Šluknovské pahorkatině, jejímu okrsku Šenovská pahorkatina a podokrsku Mikulášovická pahorkatina. Podloží tvoří převážně drobně zrnitý hybridní dvojslídý granodiorit, který ve východní části nahrazuje lužický granodiorit. Ty doplňují četné průniky lipovsko-rožanského granodioritu a doleritu, prokázaný je též výskyt páskovaného amfibolitu a žíly křemene, v menší míře pak bazanitu a růžového granodioritu. Na východním úpatí se nachází rozsáhlý lom, ve kterém se do roku 2003 těžil lužický granodiorit a dolerit. Z půdních typů převažuje modální mesobazická a dystrická kambizem, kterou doplňují oglejená kambizem a luvizem. Většina povrchu vrchu je porostlá převážně jehličnatým, silně poškozeným lesem s většinovým zastoupením smrku ztepilého (Picea abies). Vrch je odvodňován Lučním a Liščím potokem, které jsou přítoky Vilémovského potoka a náleží tak k povodí Labe a úmoří Severního moře. Na vrcholu stojí televizní vysílač a na severovýchodním svahu se nachází bývalé výletní místo Vlčí prameny, kolem kterého prochází zeleně značená turistická stezka. Na jihovýchodním svahu stojí kříž z roku 1867.

## Galerie

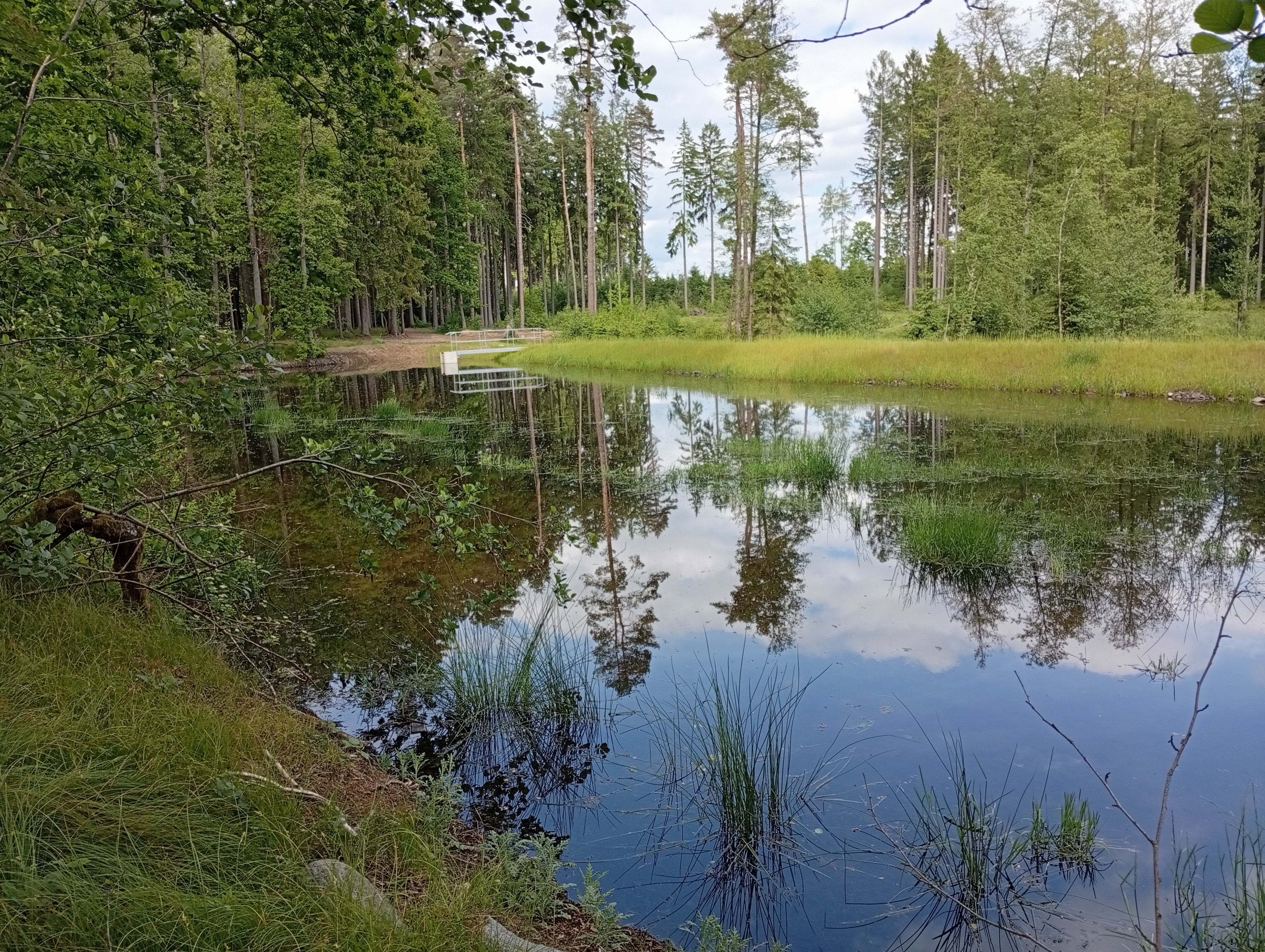
Vlčí prameny
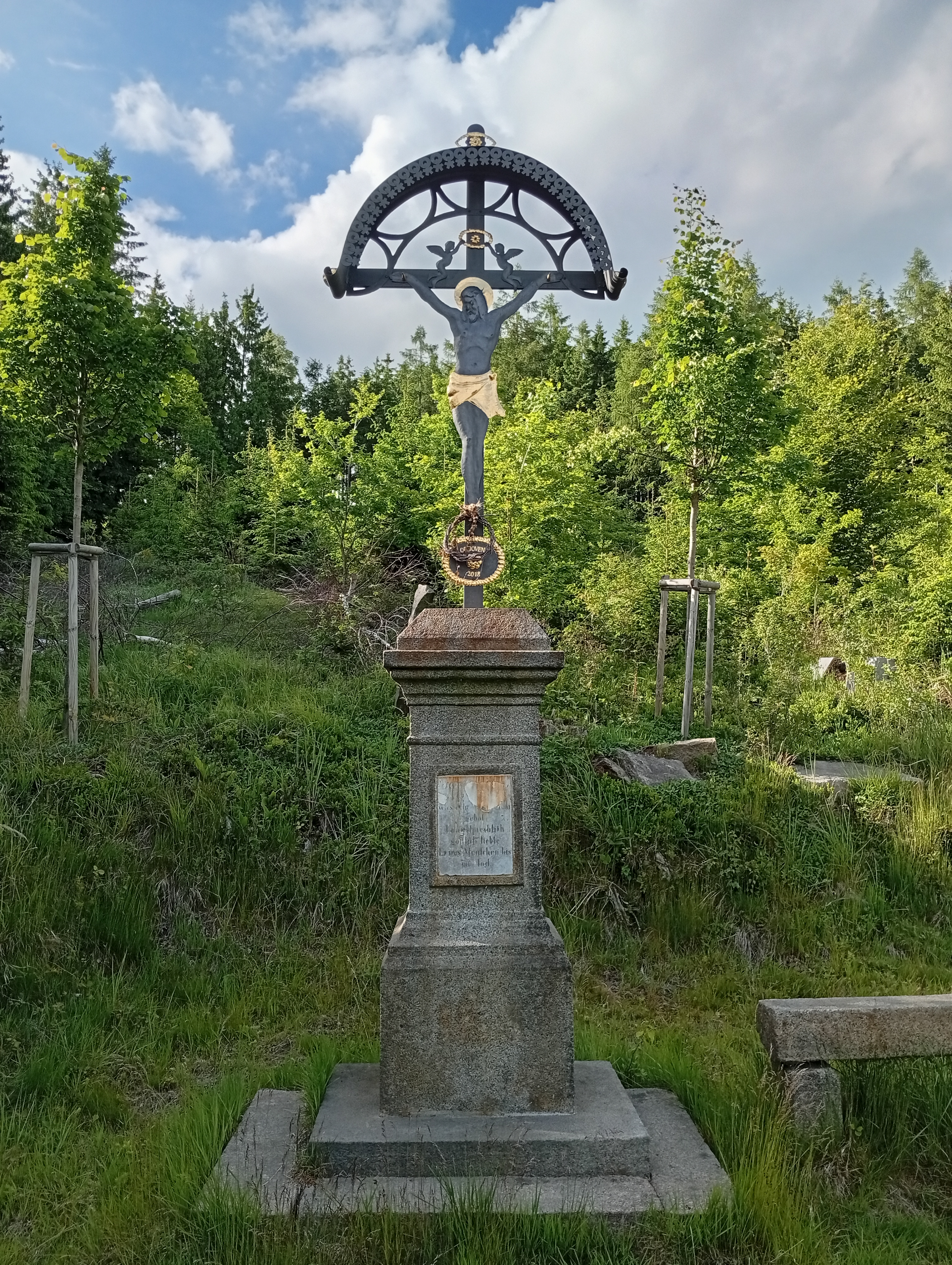
Kovaný kříž
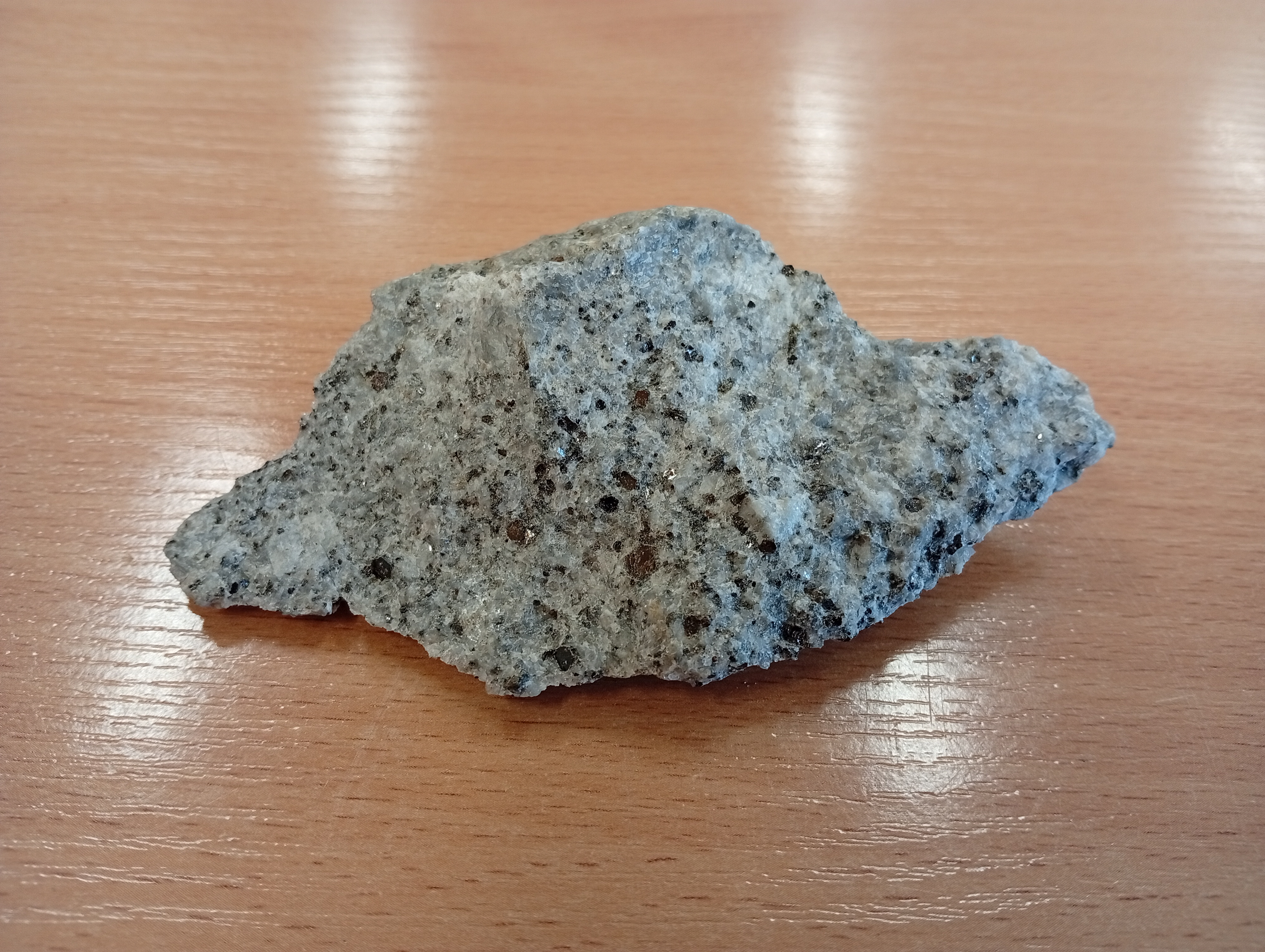
Lužický granodiorit
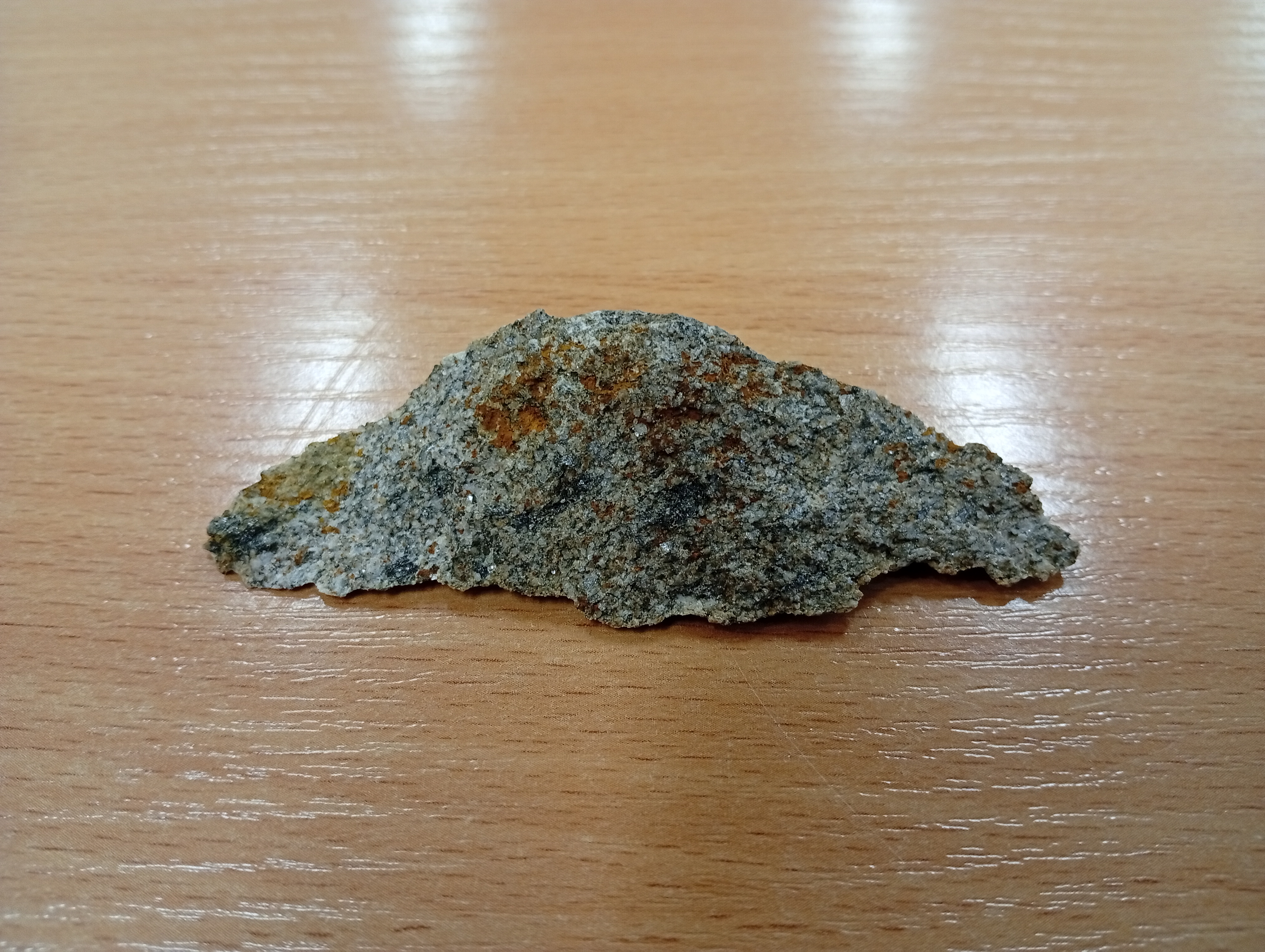
Dvojslídý granodiorit s chalkopyritem
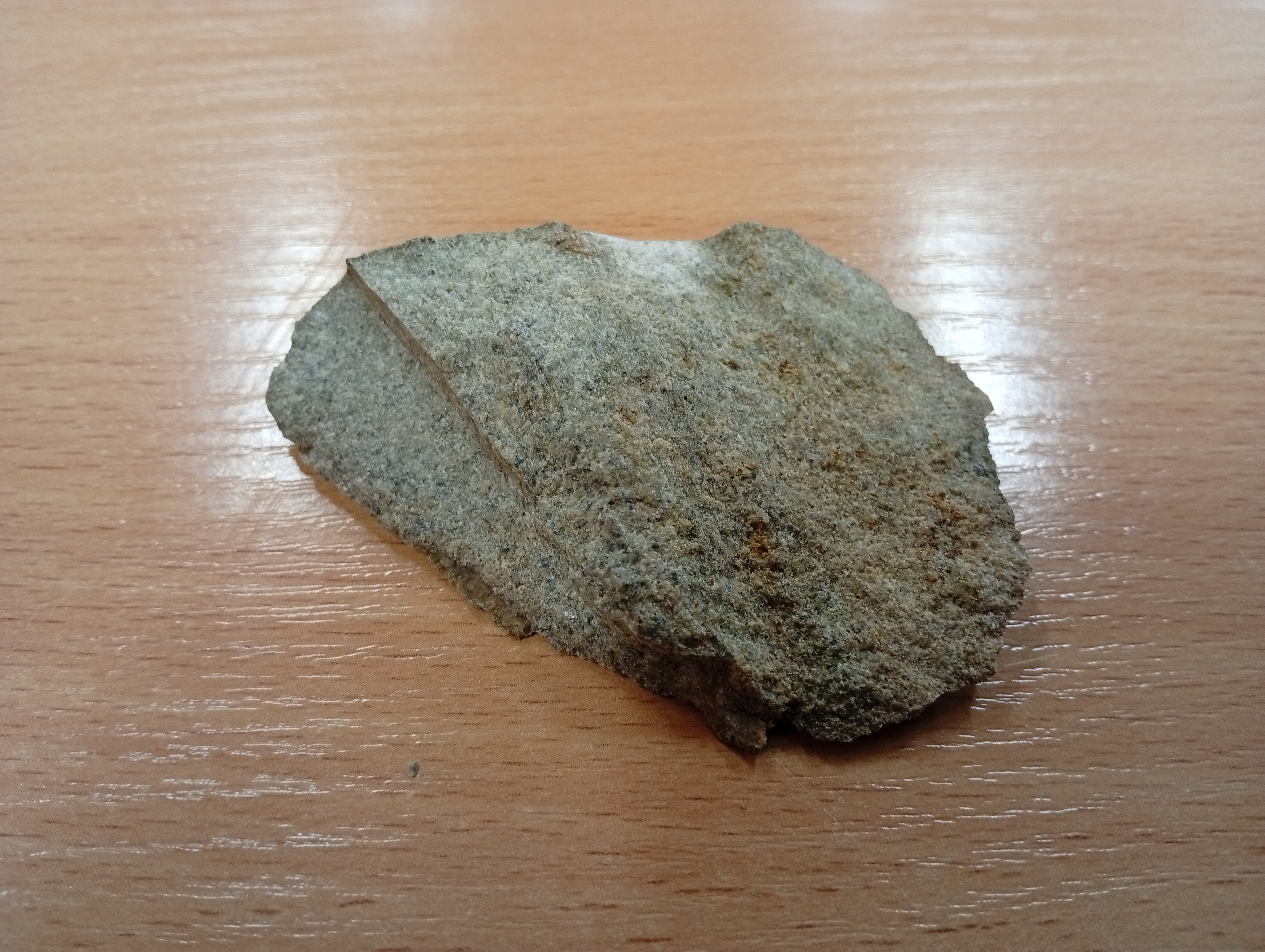
Lipovsko-rožanský granodiorit
Růžový granodiorit
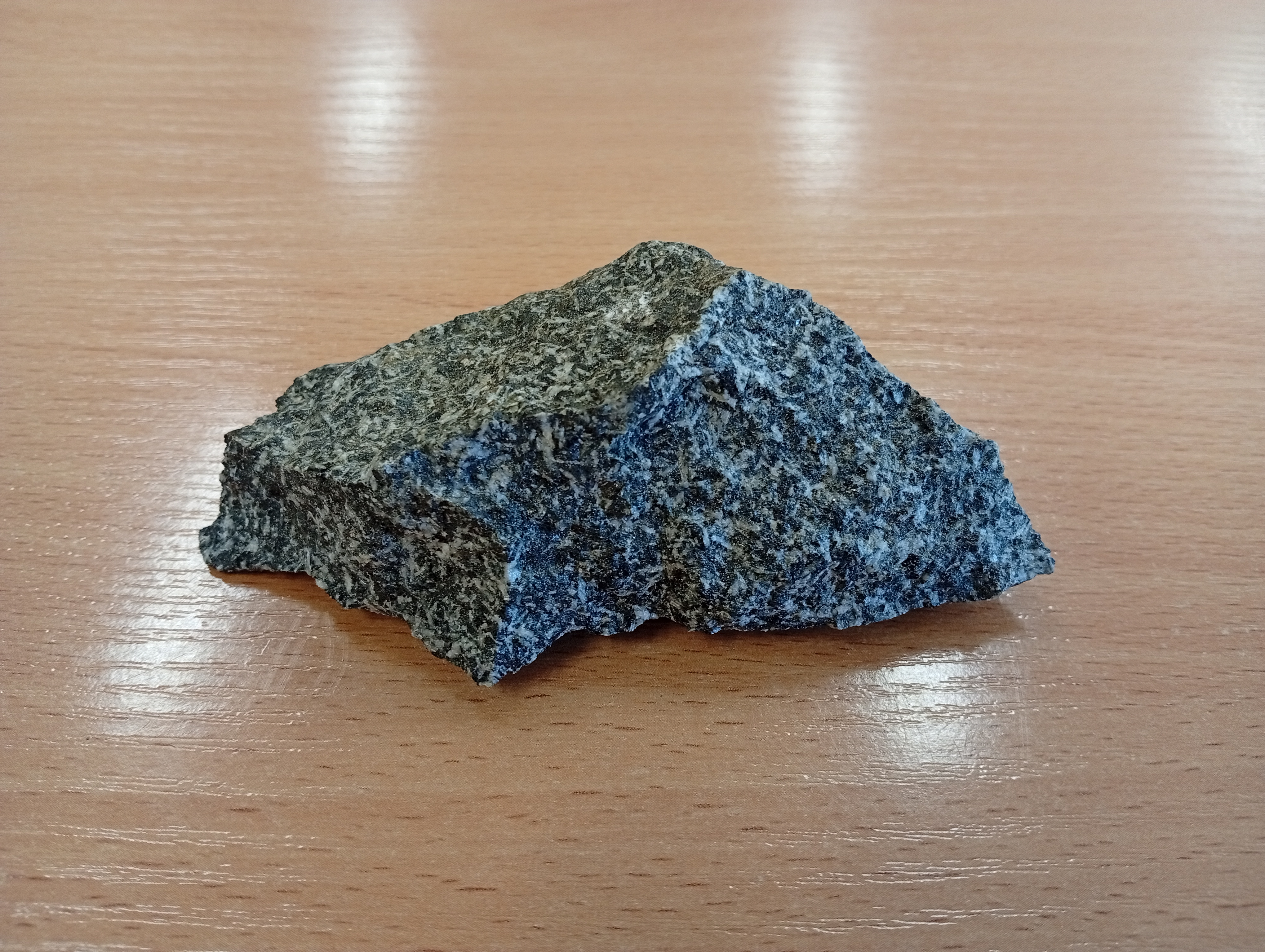
Dolerit
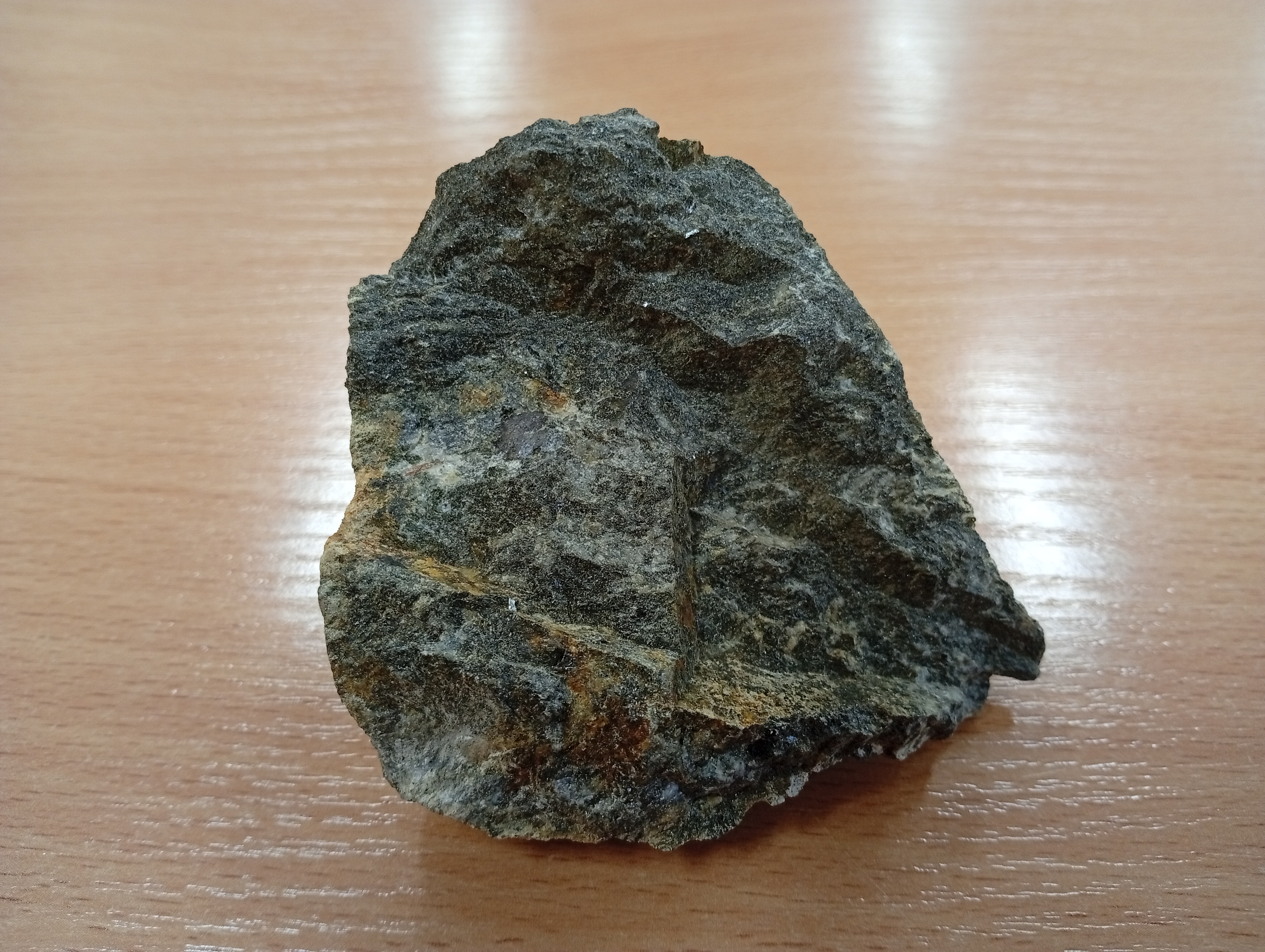
Amfibolit
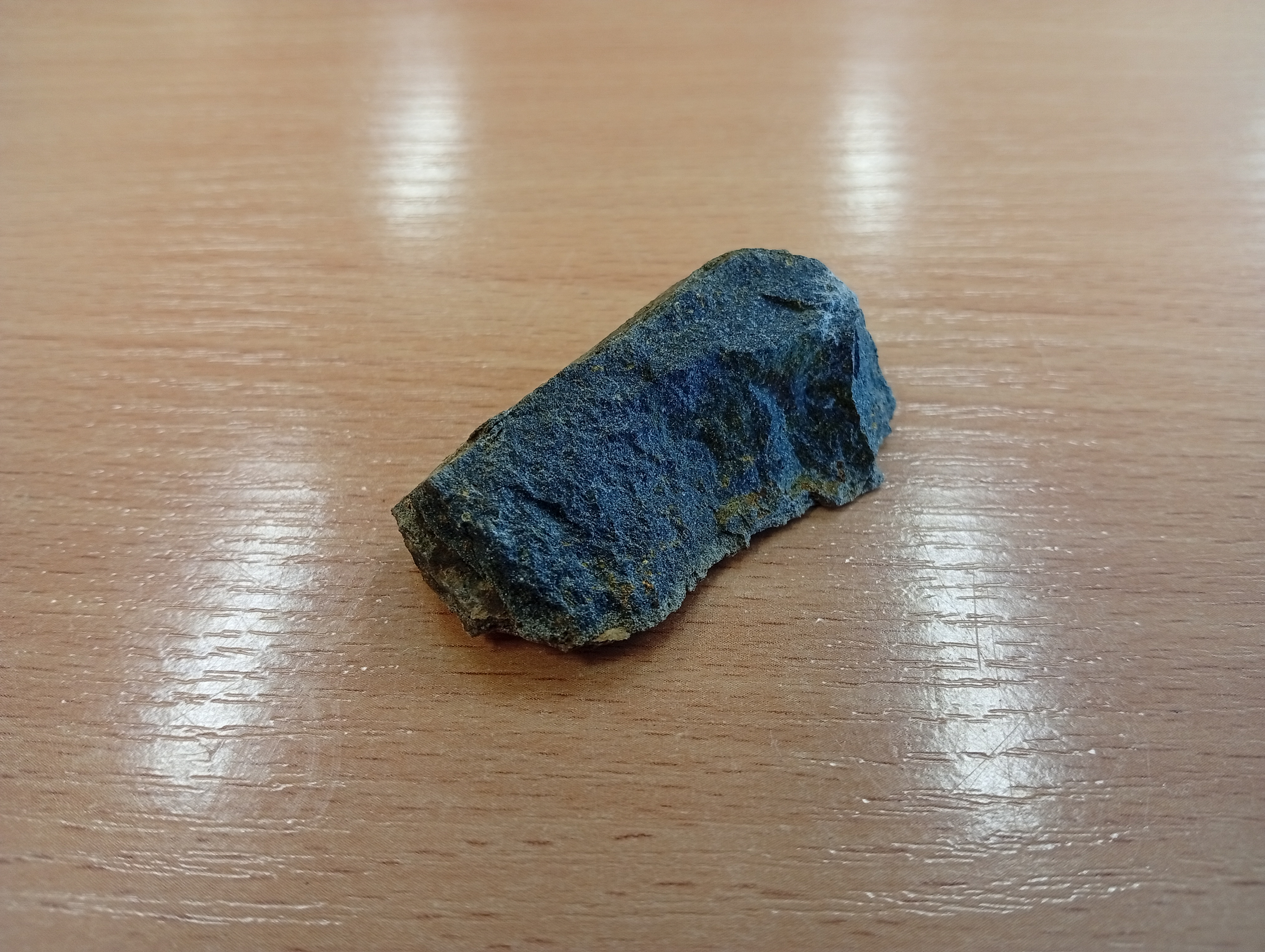
Bazanit
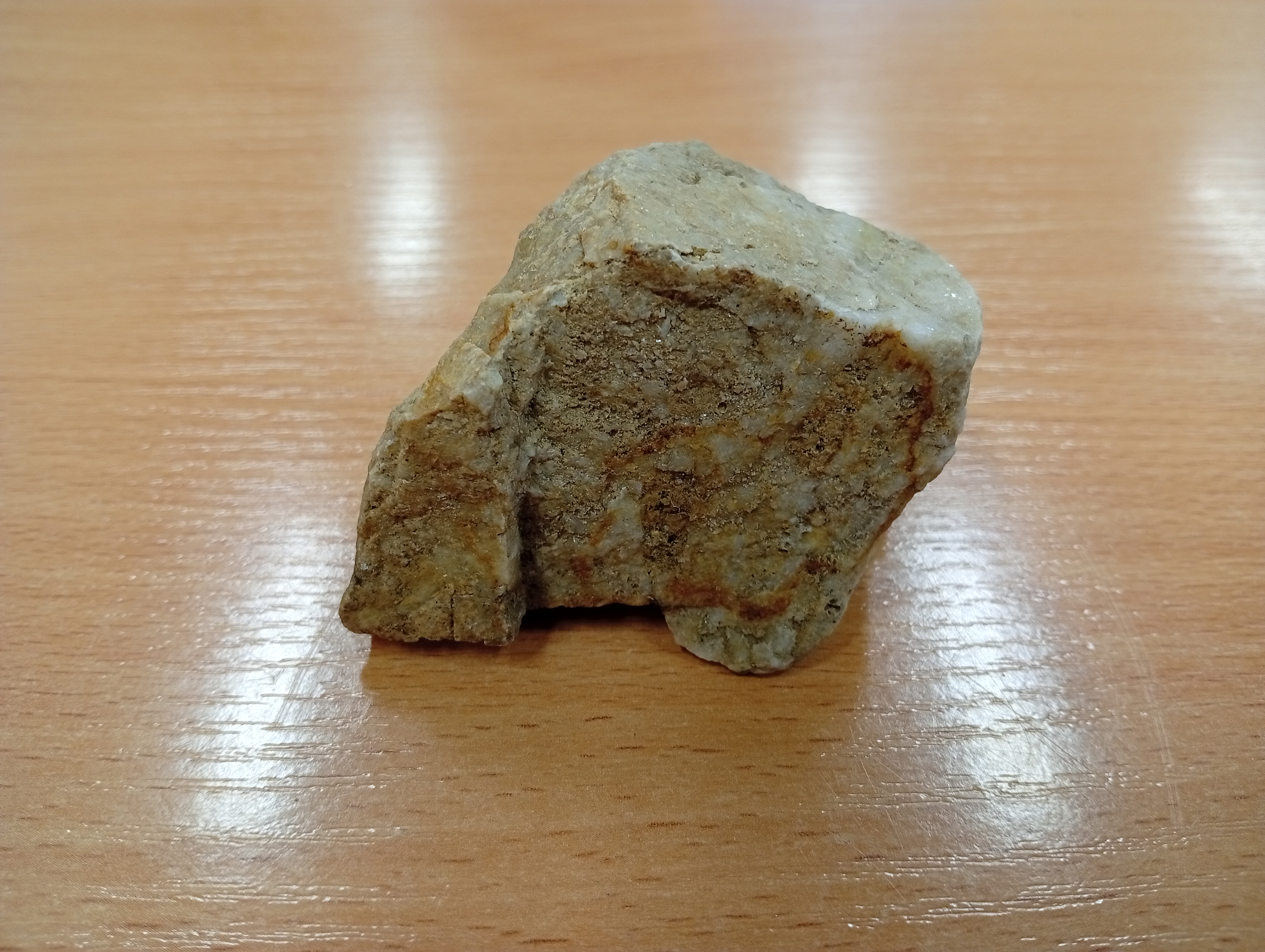
Žilný křemen